# Rothmannia macrophylla
Rothmannia macrophylla là một loài thực vật có hoa trong họ Thiến thảo. Loài này được (Hook.f.) Bremek. miêu tả khoa học đầu tiên năm 1957.

## Hình ảnh

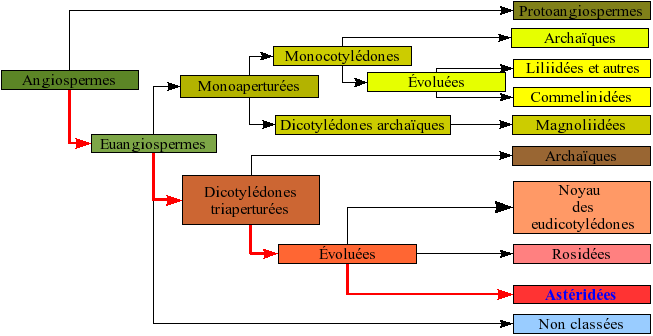